# Dokyu Hentai HxEros
Dokyu Hentai HxEros (яп. ド級編隊エグゼロス докю: хэнтай эгудзэросу, букв. «Формирование извращенной силы») — японская манга за авторством Рёмы Китады, публикующаяся в журнале Jump Square издательства Shueisha с апреля 2017 года. По состоянию на 4 марта 2020 года манга была издана в виде девяти танкобонов. На основе манги анонсирована аниме-адаптация, премьера состоялась летом 2020 года.

## Сюжет
Человечество находится под угрозой уничтожения. На планету вторглись инопланетяне, получившие имя «Жукоцензоры» (яп. キセイ蟲 Кисэйтю:). Чтобы победить человечество, они поглощают эротическую «энергию H». Желая спасти Землю, японский школьник Рэтто Эндзё присоединяется к группе HxEros, в которую также входят четыре девушки, включая его подругу детства Кирару Хосино.

## Персонажи
Рэтто Эндзё (яп. 炎城 烈人 Эндзё: Рэтто) — главный герой, обладающий невероятной мощью под названием «HxEROS», которая способна уничтожать демонов.
Сэйю: Ёсицугу Мацуока
Кирара Хосино (яп. 星乃 雲母 Хосино Кирара) — подруга детства Рэтто.
Сэйю: Аи Какума
Момока Момодзоно (яп. 桃園 桃花 Момодзоно Момока)
Сэйю: Саюри Яхаги
Сора Тенкудзи (яп. 天空寺 宙 Тэнку:дзи Сора)
Сэйю: Юки Кувахара
Майхимэ Сираюки (яп. 白雪 舞姫 Сираюки Майхимэ)
Сэйю: Аи Каяно

## Медиа

### Манга
Манга авторства Рёмы Китада издаётся в журнале Jump Square издательства Shueisha с апреля 2017 года. По состоянию на 4 марта 2020 года манга была собрана в девять танкобонов.

### Аниме
25 октября было объявлено об адаптация манги в виде аниме-сериала. Производством занялась студия Project No.9 под руководством режиссёра Масато Дзимбо, за дизайн персонажей отвечает Акитомо Ямамото. Премьера первой серии прошла 3 июля 2020 года. Начальную композицию сериала «Wake Up Hx ERO!» исполнила рок-группа Burnout Syndromes, используя псевдоним HxEros Syndromes, вместе с Ёсицугу Мацуокой, исполняющим партию от имени своего персонажа — Рэтто Эндзё. Завершающая композиция «lost emotion» звучит в исполнении Ай Какумы от имени её персонажа — Кирары Хосино. На русском языке сериал транслирует сервис Wakanim под названием «Горячий отряд HxEros».
| Список серий | Список серий                                                                        | Список серий          |
| № серии      | Название                                                                            | Трансляция в Японии   |
| ------------ | ----------------------------------------------------------------------------------- | --------------------- |
| 1            | В этом заполненном светом мире «Хикари митиру коно сэкай дэ» (光満ちるこのセカイで) | 4 июля 2020 года      |
| 2            | HxEros, общий сбор «Кэссэй, эгудзэросу» (結成、エグゼロス)                          | 11 июля 2020 года     |
| 3            | Эффект бабочки «Батафураи эфэкуто» (バタフライエフェクト)                           | 18 июля 2020 года     |
| 4            | Белоснежка и цвет неба «Сираюкихимэ то тю: но иро» (白雪姫と宙の色)                 | 25 июля 2020 года     |
| 5            | Восход HxEros «Эгудзэросу райдзингу» (エグゼロス・ライジング)                       | 1 августа 2020 года   |
| 6            | Новый сосед по комнате (?) «Арата до:кё хито (?)» (新たな同居人（？）)              | 8 августа 2020 года   |
| 7            | Игра XERO «XERO гэ:му» (XEROゲーム)                                                 | 15 августа 2020 года  |
| 7,5          | Доклад HxEros «Эгудзэросу рэпо:то» (エグゼロス・レポート)                           | 22 августа 2020 года  |
| 8            | H-энергетический монстр «Этти надзи: ☆ монсута:» (Hナジー☆モンスター)               | 29 августа 2020 года  |
| 9            | Открытие пляжного сезона Хадаканы «Хада-кин кайган уми хираки» (肌金海岸海開き)     | 5 сентября 2020 года  |
| 10           | Две Кирары «Футари но Кирара» (二人の雲母)                                          | 12 сентября 2020 года |
| 11           | Прощай, Экзерос! «Байбай, эгудзэросу» (バイバイ、 エグゼロス)                       | 19 сентября 2020 года |
| 12           | Финальный бой, Экзерос! «Кэссэн! Эгудзэросу» (決戦！ エグゼロス)                    | 26 сентября 2020 года |

## Критика
Манга была напечатана тиражом 900 000 экземпляров.
В превью к аниме критики отметили, что оно полностью соответствует ожиданиям — глупая комедия с большим количеством эротики, токусацу, в котором костюмы героев не делают их сильнее и позволяют пилотировать роботов, а взрываются и заставляют их сражаться обнаженными. За пределами битв героев аниме может быть довольно неуклюжим. Самый слабой стороной является сюжет, тогда как графическое исполнение выше среднего.

## Примечание
1. ↑  В программе Tokyo MX показ указывается как 24:00, что фактически означает полночь следующего дня.

1. ↑  Komatsu, Mikikazu. TV Anime Dokyuu Hentai HxEROS Announces July 3 Premiere, Revealing 2nd Key Visual. Crunchyroll (4 июня 2020). — «the official website for the upcoming TV anime adaptation of Ryoma Kitada's harem action comedy manga Dokyu Hentai HxEros announced today that it is set to premiere in Japan on July 3, 2020.» Дата обращения: 22 июня 2020. Архивировано 23 апреля 2021 года.
2. 1 2 3  Dokyū Hentai HxEros Battle Harem Manga Gets TV Anime. Anime News Network (25 октября 2019). Дата обращения: 25 октября 2019. Архивировано 25 октября 2019 года.
3. ↑  Dokyū Hentai HxEros Anime Reveals Staff, Visual. Anime News Network (1 ноября 2019). Дата обращения: 1 ноября 2019. Архивировано 27 января 2021 года.
4. ↑  Antonio Pineda, Rafael (28 января 2020). Dokyū Hentai HxEros TV Anime Premieres in July. Anime News Network. Архивировано 12 марта 2020. Дата обращения: 28 января 2020.
5. ↑  Antonio Pineda, Rafael (3 июня 2020). Dokyū Hentai HxEros Anime Unveils July 3 Debut, Theme Song Info, New Visual. Anime News Network. Архивировано 25 июля 2020. Дата обращения: 3 июня 2020.
6. ↑  Pineda, Rafael Antonio. Dokyū Hentai HxEros Anime Reveals 4 More Cast Members, Ending Song Artist. Anime News Network (1 мая 2020). Дата обращения: 1 мая 2020. Архивировано 17 июня 2020 года.
7. ↑  The Summer 2020 Preview Guide: SUPER HXEROES: "H"EROES SAVE THE WORLD (англ.). Anime News Network (3 июля 2020). Дата обращения: 24 июля 2020. Архивировано 8 августа 2020 года.